# Mega Python vs. Gatoroid
Mega Python vs. Gatoroid ist ein US-amerikanischer Monster-Horrorfilm von Mary Lambert aus dem Jahr 2011.

## Handlung
Dr. Nikki Riley befreit mit zwei weiteren Umweltaktivisten mehrere exotische Pythons aus einem Versuchslabor und lässt sie in den Everglades in Florida frei. Dort setzen diese sich an die Spitze der Nahrungskette und nehmen riesige Ausmaße an. Sie beginnen sogar, die einheimischen Alligatoren zu töten, was die Rangerin Terry O’Hara dazu bewegt, den hiesigen Jägern, einschließlich ihres Verlobten Justin, die Genehmigung zum Abschuss der Schlangen zu erteilen. Die Umweltschützergruppe um Nikki protestiert entschieden gegen diese Anordnung. Während der Jagd auf die Riesenschlangen wird außer einigen Jägern auch Justin getötet. Die verzweifelte Terry fasst den Plan, gegen die riesigen Schlangen riesige Alligatoren einzusetzen. Terrys Kollegin Angie besorgt von ihrem Enkel Manny Steroide und experimentelle Muskelpräparate, mit denen sie die Alligatoren füttern. Diese mutieren daraufhin zu riesigen Monstern. Der dazugerufene Tierexperte Dr. Diego Ortiz entdeckt als erster die gigantischen Alligatoren und beobachtet außerdem, wie ein solcher von einer ebenso monströsen Python angegriffen wird. Er versucht, eine für den Abend angesetzte Benefizveranstaltung für die Alligatoren der Everglades zu stoppen, stößt bei Terry jedoch auf taube Ohren.
Nikki, Ben und Gia entdecken Terrys Vorhaben auf Überwachungsvideos. Bei Nachforschungen in den Everglades werden sie von Riesenalligatoren angegriffen, denen Ben und Gia zum Opfer fallen. Diego kann Nikki retten, die ihm von den Steroid-Fütterungen der Alligatoren berichtet. Die ohnehin schon riesigen Pythons fressen wiederum die verseuchten Eier der Alligatoren, was sie noch stärker mutieren lässt. Währenddessen findet die Benefizveranstaltung statt, zu der Micky Dolenz als Ehrengast auftreten soll. Diego findet in einem Steinbruch eine Höhle, in der tausende Alligatoreneier liegen und mahnt Terry, die Veranstaltung abzubrechen, aber sie lässt sich nicht überzeugen. Auch Nikki erscheint auf dem Fest, und es kommt zu einer wüsten Rauferei zwischen den beiden Frauen. Dabei wird die Veranstaltung von riesigen Alligatoren und Pythons angegriffen, denen auch Micky Dolenz zum Opfer fällt. Terry, Nicki, Angie und Diego können nach Miami fliehen und müssen feststellen, dass die Monster bereits in der Stadt angekommen sind und diese verwüsten.
Diego fasst den Plan, die Monster mit Hilfe von Pheromonen aus der Stadt in einen Steinbruch in den Everglades zu locken, um sie dort zusammen mit den Eiern zu vernichten. Mit einem Agrarflugzeug wollen sie die Lockstoffe versprühen. Terry und Diego fliegen das Flugzeug, während Nikki die Höhle mit den Eiern mit Dynamit präpariert. Der Plan scheint aufzugehen, bis das Flugzeug von einer Riesenpython angegriffen wird und notlanden muss. Währenddessen gerät auch Nikki in Bedrängnis, da die Alligatoren beginnen, aus ihren Eiern zu schlüpfen. Terry besorgt sich ein Auto und lockt die Ungeheuer weiter in Richtung Steinbruch. Dort angekommen, rettet sie Nikki vor den Alligatoren. Die Rufe der geschlüpften Alligatoren und die Pheromone locken derweil die Monster an. Diego, der sich aus dem Flugzeugwrack befreien konnte, versucht die Frauen per Helikopter zu retten, Terry wird aber von einem Alligator erwischt. Die Sprengladung wird gezündet und die Monster getötet, allerdings gerät der Hubschrauber durch die Detonation ins Schwanken, wobei Nikki herausfällt und in einem Fluss landet. Sie überlebt den Sturz, wird allerdings durch die letzten Zuckungen eines neben ihr gelandeten Pythonkopfes umgebracht.
Ein Jahr später eröffnet Diego eine neu gestaltete Flussmündung in den Everglades, die nach Terry und Nikki benannt wurde.

## Produktion

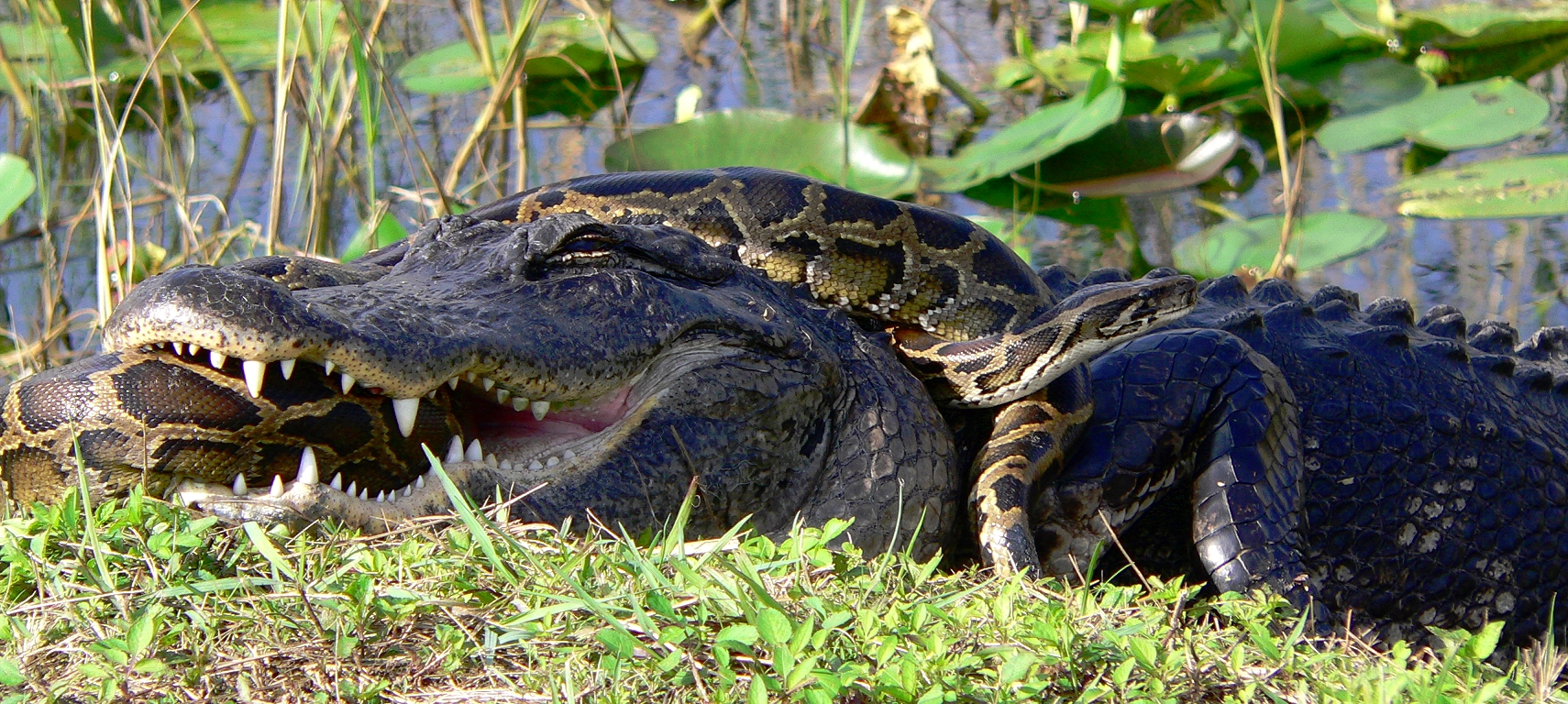
Ein Alligator im Kampf mit einem Tigerpython in den Everglades

Die Grundidee des Films beruht auf der realen Tatsache, dass sich seit Jahren Dunkle Tigerpythons, eigentlich in Asien heimisch, in den Everglades ausbreiten und dort die ursprüngliche Tierwelt zunehmend dezimieren. Sogar Angriffe der Schlangen auf Alligatoren wurden bereits von Forschern beobachtet.
Mega Python vs. Gatoroid wurde von der US-amerikanischen Produktionsgesellschaft The Asylum für den Fernsehsender Syfy produziert. Das Unternehmen ist vor allem für Low-Budget-Filme im Horror- und Actionbereich bekannt, die häufig bekannte Filme kopieren. Bei Asylum entstanden unter anderem auch Tierhorrorfilme wie Mega Shark vs. Giant Octopus (2009) und Mega Shark vs. Crocosaurus (2010). Mega Python vs. Gatoroid bekam als erste Syfy-Produktion eine offizielle Premierenaufführung. Diese fand am 24. Januar 2011 im Ziegfeld Theatre in New York City statt. Regisseurin Mary Lambert erreichte internationale Bekanntheit durch die Stephen-King-Verfilmung Friedhof der Kuscheltiere, außerdem führte sie Regie bei Madonna-Musikvideos wie Like a Virgin, Material Girl und Like a Prayer.
Tiffany Darwish und Deborah Gibson waren in den 1980er-Jahren beide international bekannte Popsängerinnen und galten als Rivalinnen in den Charts und in der Gunst ihrer Fans. In Mega Python vs. Gatoroid spielen sie ebenfalls erbitterte Gegnerinnen (die Tagline des Films lautet „Screaming, Scratching, Biting… And that's just THE GIRLS!“). Zu diesem Umstand befragt, sagte Gibson der New York Times: „Wir klären unsere alte 80er-Jahre-Musik-Rivalität, indem wir uns kurze Röcke anziehen und uns gegenseitig mit Schlangen und Alligatoren bewerfen“.
Im Film werden in der Originalfassung an zwei Stellen Songtitel von Deborah Gibson und Tiffany erwähnt. Zu Beginn der Wohltätigkeitsveranstaltung sagt Terry zu Nikki: „Only in your dreams!“ – ein Hit von Deborah Gibson aus dem Jahr 1986 hieß Only in My Dreams. Am Ende des Handgemenges der beiden Frauen sagt Nikki zu Terry: „I think… we’re alone now“ – eine Anspielung auf den Song I Think We’re Alone Now, Tiffanys Nummer-eins-Charterfolg von 1987. Außerdem tragen zwei Mitglieder in Nikkis Tierschutzgruppe Fanshirts der beiden Sängerinnen. Micky Dolenz, Drummer und Sänger der US-amerikanischen Band The Monkees, spielt sich selbst in einem Gastauftritt.

## Rezeption
„Mega Python vs. Gatoroid richtet sich an den Fan, und der wird wirklich bedient, handelt es sich doch um ein[e] Trash-Granate, wie man sie nur selten zu sehen bekommt. Erfreulich unernst und selbstironisch, zudem locker-flockig in Szene gesetzt und ohne Durchhänger.“

„Regisseurin Mary Lambert bemühte sich spürbar, dem Film eine gewisse handwerkliche Qualität zu verleihen. Doch letztlich kann auch sie nicht viel gegen Effekte und Hauptdarsteller ausrichten, die zum Fremdschämen einladen oder das vollkommen sinnbefreite Drehbuch in irgendeiner Weise aufwerten. So ist Mega Python vs. Gatoroid im Grunde nichts weiter als eine typische 08/15-The-Asylum-Produktion, die niemandem ernstlich ans Herz gelegt werden kann, der kein unerschütterlicher Trash-Fan ist.“

„Wir reden hier also von absolutem Tierhorror-Hardcore-Trash auf billigstem TV-Niveau. (…) Tierhorror-Trashfans kommen bei dieser Produktion durchaus auf ihre Kosten, wer hier einen Blockbuster erwartet, wird sicherlich bitter enttäuscht.“